# Arancio d'oro al miglior film internazionale
L'Arancio d'oro al miglior film internazionale (Altın Portakal Uluslararası En İyi Film Ödülü) è un premio annuale assegnato nel corso del Festival internazionale del cinema di Adalia in Turchia. Creato nel 2005 e riservato ai film di produzione non turca, nel 2017 viene accorpato al premio al miglior film, senza distinzione di nazionalità.

## Vincitori e candidati
I vincitori sono indicati in grassetto, a seguire gli altri candidati.

### 2005-2009
- 2005: - Shanghai Dreams (Qīng Hóng), regia di Wang Xiaoshuai
- 2006: - Hîrtia va fi albastrã, regia di Radu Muntean
- 2007: - La banda, regia di Eran Kolirin
- 2008: - Khamsa, regia di Karim Dridi

### 2010-2016
- 2010: - Cirkus Columbia, regia di Danis Tanović e Dooman River, regia di Zhang Lu
- 2011: - Sur la planche, regia di Leïla Kilani
- 2012: - Aglaja, regia di Krisztina Deák
- 2013: - 36, regia di Nawapol Thamrongrattanarit
- 2015: - Bîranînen li ser kevirî, regia di Shawkat Amin Korki
- 2016: - Tereddüt, regia di Yesim Ustaoglu